# Cynorta refracta
Cynorta refracta is een hooiwagen uit de familie Cosmetidae.